# Kenneth M. Jacobs
Kenneth M. Jacobs, né en 1958, est le CEO de Lazard du 16 novembre 2009 au 26 mai 2023, date à laquelle il devient président non exécutif. 

## Biographie
Il est titulaire d'une licence d'économie de l'université de Chicago et d'un MBA de Stanford.
Il rejoint le groupe Lazard en 1991, avec le titre de partner. En 2002, il devient vice-président de la banque, ainsi que chef de la zone nord-américaine. Il conduit l'entreprise en la faisant intégrer de nouveaux marchés et en rajoutant dans son arsenal des restructurations et des conseils en investissement stratégique. Il lance une campagne de recrutement dans les domaines de l'énergie, de la technologie et de la santé.
Il est membre du comité de direction du groupe Bilderberg.